# هارتفورد (آیووا)
هارتفورد (به انگلیسی: Hartford) شهری در ایالت آیووا کشور ایالات متحده آمریکا است که جمعیت آن در سرشماری سال ۲۰۱۰ میلادی، ۷۷۱ نفر بوده‌است.